# Adam (musée de Cluny)
Pour les articles homonymes, voir Adam (homonymie).
Adam est une sculpture en pierre, datant des années 1260, conservée au musée de Cluny à Paris. D'une qualité et d'une modernité remarquables, c'est l'un des meilleurs exemples de la sculpture gothique française et le seul nu grandeur nature qui nous soit parvenu de l'art français du XIIIe siècle.

## Histoire
La statue provient du transept sud de la cathédrale Notre-Dame de Paris, où elle faisait partie d'un ensemble sculptural. En compagnie d'Ève, il se tenait aux pieds de Jésus, autour duquel des anges tenaient les instruments de la passion et jouaient de la trompette. La sculpture a été transférée à l'hôtel de Cluny dans le cadre de la restauration de la cathédrale au XIXe siècle et a été partiellement intégrée avec certaines parties manquantes ou endommagées, à savoir un bras, les mains et les pieds.

## Description
La sculpture représente Adam nu tenant par pudeur des feuilles d'un petit figuier poussant entre ses pieds. La silhouette est élancée avec des éléments de disproportion. Ce nu monumental, manifeste de beauté idéale, emprunte sa position et son anatomie à des modèles antiques.
Des restaurations du XXe siècle ont révélé que la statue avait à l'origine une teinte rose pâle.

## Style

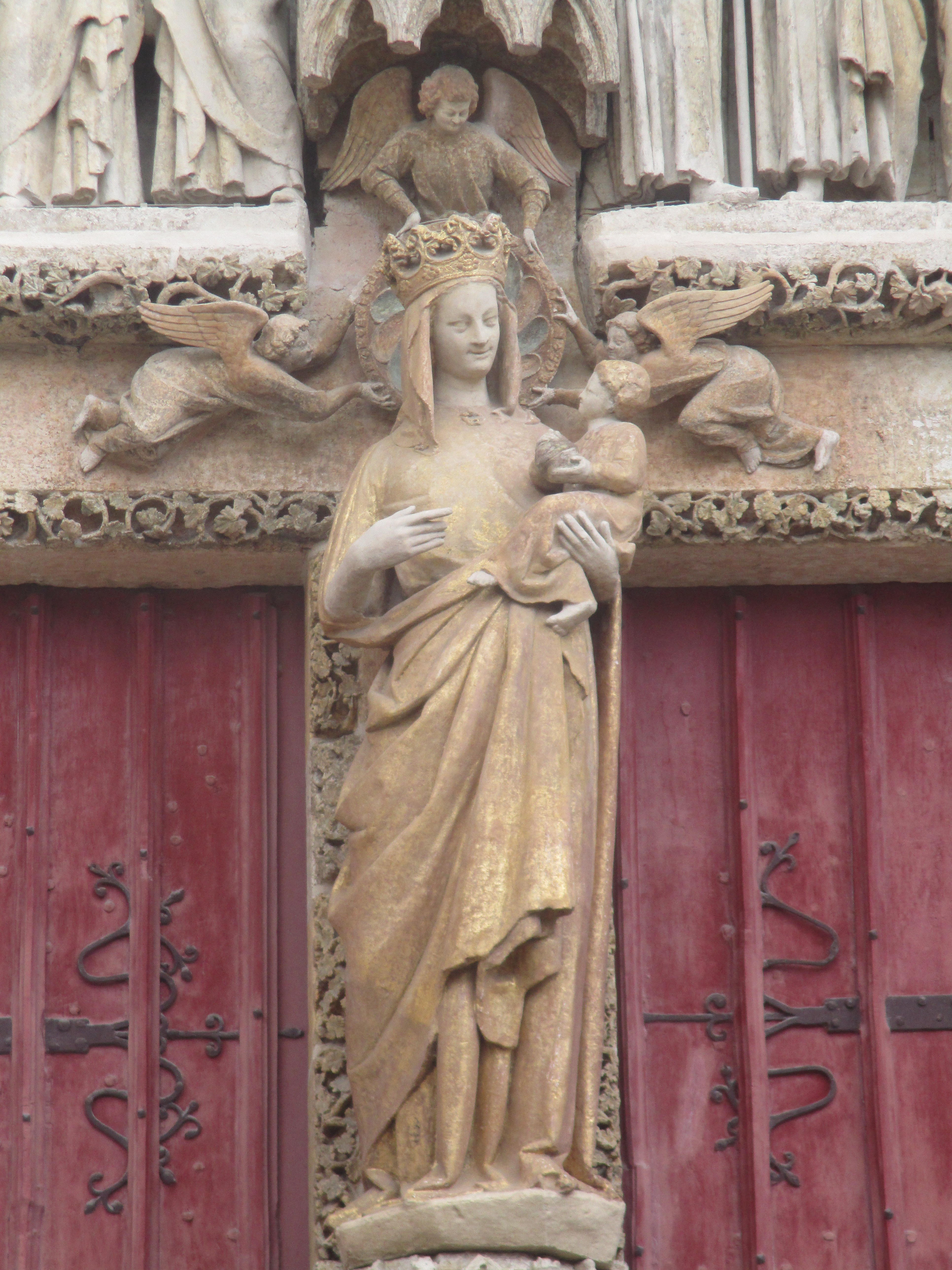
La Vierge Dorée, portail du transept sud de la cathédrale d'Amiens.

C'est le seul nu grandeur nature survivant de la sculpture française du XIIIe siècle. Malgré les petites restaurations au XIXe siècle, la qualité de l'œuvre reste exceptionnelle et résolument moderne.
L'Adam de Paris poursuit l'expérimentation sur le mouvement du corps humain qui a débuté « sous les vêtements » de la Vierge Dorée de la cathédrale d'Amiens, autre chef-d'œuvre français du XIIIe siècle.
La sculpture est étroitement liée à un ensemble de sculptures dont on peut faire remonter la trace au même auteur, toutes issues du jubé de la cathédrale déjà enlevé à la fin du XVIIe siècle par Robert de Cotte. Parmi ces œuvres, conservées au musée du Louvre, il y a un Christ dans les limbes encore plus audacieux que cet Adam. Toutes ces sculptures ont été probablement réalisées juste après 1260.